# Дідовицька сільська рада
Дідовицька сільська рада — колишня адміністративно-територіальна одиниця та орган місцевого самоврядування у Ярунському (Пищівському) і Новоград-Волинському районах Волинської округи, Київської й Житомирської областей Української РСР та України з адміністративним центром у с. Дідовичі.

## Населені пункти
Сільській раді були підпорядковані населені пункти:
- с. Дідовичі
- с. Борисівка

## Населення
Станом на 1923 рік кількість населення сільської ради становила 1 096 осіб, кількість дворів — 197, на 1924 рік — 1 140 мешканців.
Відповідно до результатів перепису населення СРСР, кількість населення ради, станом на 12 січня 1989 року, становила 1 149 осіб.
Станом на 5 грудня 2001 року, відповідно до перепису населення України, кількість мешканців сільської ради становила 1 027 осіб.

## Склад ради
Рада складалась з 14 депутатів та голови.

## Керівний склад сільської ради
| ПІБ                           | Основні відомості                                                 | Дата обрання | Дата звільнення |
| ----------------------------- | ----------------------------------------------------------------- | ------------ | --------------- |
| Мосійчук Тамара Володимирівна | Сільський голова, 1959 року народження, освіта                    | 26.03.2006   | 31.10.2010      |
| Мосійчук Тамара Володимирівна | Сільський голова, 1959 року народження, освіта вища, позапартійна | 31.10.2010   |                 |

Примітка: таблиця складена за даними джерела

## Історія
Створена 1923 року в складі с. Дідовичі та хутора Кропивенський Майдан Пищівської волості Новоград-Волинського повіту Волинської губернії. На 1 вересня 1946 року х. Кропивенський Майдан не значиться на обліку населених пунктів.
Станом на 1 вересня 1946 року сільська рада входила до складу Ярунського району Житомирської області, на обліку в раді перебувало с. Дідовичі.
11 серпня 1954 року, внаслідок виконання указу Президії Верховної ради УРСР «Про укрупнення сільських рад по Житомирській області», до складу ради включено с. Борисівка ліквідованої Борисівської сільської ради Ярунського району.
На 1 січня 1972 року сільська рада входила до складу Новоград-Волинського району Житомирської області, на обліку в раді перебували села Борисівка та Дідовичі.
Виключена з облікових даних 17 липня 2020 року. Територію та населені пункти, відповідно до розпорядження Кабінету Міністрів України № 711-р від 12 червня 2020 року «Про визначення адміністративних центрів та затвердження територій територіальних громад Житомирської області», ради включено до складу Новоград-Волинської міської територіальної громади Новоград-Волинського району Житомирської області.
Входила до складу Ярунського (Пищівського, 7.03.1923 р.) та Новоград-Волинського (4.06.1958 р.) районів.